# Viện Nghiên cứu Văn hóa Tín ngưỡng Việt Nam
Viện Nghiên cứu Văn hóa Tín ngưỡng Việt Nam (tiếng Anh: Vietnam Institute For Research of  Beliefs Culture - VIC) là một tổ chức thành lập năm 2018, có nội dung hoạt động là nghiên cứu cơ bản và hoạt động văn hóa và tín ngưỡng ở Việt Nam, bao gồm hoạt động vì quyền của các nhóm thiểu số trong xã hội.

## Tổng quan
Viện Nghiên cứu Văn hóa Tín ngưỡng Việt Nam là cơ quan thực hiện chức năng nghiên cứu, sưu tầm, bảo tồn và phát huy giá trị văn hóa tín ngưỡng, di sản văn hóa: vật thể và phi vật thể. Nghiên cứu nâng cao giá trị văn hóa tín ngưỡng trong đời sống nhân dân. Tư vấn quy hoạch và xây dựng cơ sở dữ liệu về các di tích lịch sử văn hóa tín ngưỡng của các địa phương. Tư vấn xây dựng các điểm giao lưu văn hóa tín ngưỡng, danh lam, thắng cảnh, thành điểm đến du lịch văn hóa tâm linh. Tổ chức hội nghị, hội thảo khoa học, đào tạo nâng cao kiến thức về văn hóa tín ngưỡng, giúp tìm hiểu về phong tục tập quán, các tín ngưỡng vùng miền tại các địa phương trong cả nước… 
Ngoài ra còn phối hợp với các tổ chức trong và ngoài nước, thực hiện các nhiệm vụ của viện, tham gia các chương trình dự án, đề tài nghiên cứu, tư vấn, phản biện và giám định xã hội, tư vấn quy hoạch xây dựng, trùng tu, bảo dưỡng, tôn tạo, bảo tồn các di tích theo đúng quy định của nhà nước. Biên soạn, xuất bản, sách, báo, các tác phẩm văn học nghệ thuật về văn hóa tín ngưỡng. 
Viện Nghiên cứu Văn hóa Tín ngưỡng Việt Nam hoạt động theo Luật Khoa học và Công nghệ, Luật Di sản Văn hóa; Luật Tín ngưỡng Tôn giáo và các quy định pháp luật khác. Là nơi hội tụ của nhiều giáo sư, tiến sĩ, các nhà khoa học, chuyên gia nghiên cứu lịch sử, các nhà lãnh đạo, nhà báo uy tín, các chức sắc, chức việc, tăng ni, Phật tử tâm huyết tại các cơ sở tín ngưỡng tôn giáo, cơ sở thờ tự và Ban Trị sự Giáo hội Phật giáo Việt Nam.

## Lĩnh vực hoạt động[5]
Nghiên cứu, sưu tầm, tư liệu về văn hoá tín ngưỡng Việt Nam, nhằm bảo tồn và phát huy giá trị văn hoá tín ngưỡng, di sản văn hoá vật thể và phi vật thể nâng cao giá trị văn hoá tín ngưỡng trong đời sống nhân dân.
Tư vấn hỗ trợ các vấn đề: Văn hoá cổ truyền, lễ hội truyền thống, phong tục tập quán, cho các tập thể, cá nhân, tổ chức xã hội trong việc học tập, nghiên cứu văn hoá tín ngưỡng từng vùng miền trên toàn quốc;
Hỗ trợ việc đào tạo nâng cao trình độ về văn hoá tín ngưỡng, giao lưu trao đổi kiến thức, giúp tìm hiểu về phong tục tập quán và các tín ngưỡng vùng miền tại các địa phương trong cả nước và các nước có hoạt động tín ngưỡng tương đồng.
Hỗ trợ quy hoạch và xây dựng, bảo trợ, xây dựng cơ sở dữ liệu về các di tích lịch sử, về lịch sử văn hoá tín ngưỡng của các địa phương, tư vấn hỗ trợ các điểm giao lưu văn hoá tín ngưỡng, danh lam thắng cảnh thành điểm đến du lịch văn hoá tâm linh, thực hiện các hình thức quảng bá và triển khai các toa, tuyến du lịch cho các du khách trong và ngoài nước;
Tổ chức các buổi toạ đàm hội thảo khoa học, các cuộc trình diễn, biểu diễn, tôn vinh, vinh danh, giao lưu văn hoá tín ngưỡng, triển lãm nghệ thuật, khuyến khích các hình thức sinh hoạt văn hoá tín ngưỡng truyền thống, dân tộc, văn hoá vật thể, phi vật thể, văn hoá dân gian…
Thực hiện các nhiệm vụ khác do chủ tịch Hội và Nhà nước giao.

## Một số chương trình
- Giao lưu thực hành tín ngưỡng thờ mẫu tam tứ phủ

## Nhân sự[6]
Về mặt nhân sự, VIC được xây dựng tinh gọn với dưới 20 người.
| #  | Nhân sự                    | Vị trí                           |
| -- | -------------------------- | -------------------------------- |
| 1  | Ths. Trịnh Văn Khoa        | Viện trưởng                      |
| 2  | Nguyễn Thị Xuân Nữ         | Phó Viện trưởng                  |
| 3  | Phùng Vương Khánh Yến      | Phó Viện trưởng                  |
| 4  | Nguyễn Khắc Lợi            | Phó Viện trưởng                  |
| 5  | Ngô Thanh Thủy             | Phó Viện trưởng                  |
| 6  | Nguyễn Thị Thìn            | Phó Viện trưởng                  |
| 1  | Bi thư: Ngô Thanh Thủy     | Chi bộ Đảng                      |
| 2  | Đảng viên: Ngô Thanh Sơn   | Chi bộ Đảng                      |
| 3  | Đảng viên: Nguyễn Bá Thanh | Chi bộ Đảng                      |
| 6  | Dương Đình Dũng            | Trưởng ban Công nghệ - Thông tin |
| 7  |                            |                                  |
| 8  |                            |                                  |
| 9  |                            |                                  |
| 10 |                            |                                  |
| 11 |                            |                                  |
| 12 |                            |                                  |
| 13 |                            |                                  |
| 14 |                            |                                  |
| 15 |                            |                                  |
| 16 |                            |                                  |
| 17 |                            |                                  |
| 18 |                            |                                  |
| 19 |                            |                                  |